# مکنیو
مکنیو (انگلیسی: Mackenyu؛ زادهٔ ۱۶ نوامبر ۱۹۹۶) بازیگر اهل آمریکا است. وی از سال ۲۰۰۵ میلادی تاکنون مشغول فعالیت بوده‌است.
از فیلم‌ها یا برنامه‌های تلویزیونی که وی در آن نقش داشته‌است می‌توان به شمشیرزن دورهگرد: پایان ، شوالیه‌های زودیاک ، وان پیس اشاره کرد.